# Флоренский, Павел Александрович
Па́вел Алекса́ндрович Флоре́нский (9 (21) января 1882, Евлах, Елизаветпольская губерния — 8 декабря 1937) — священник Русской православной церкви, богослов, религиозный философ

, поэт, инженер.

## Биография

### Семья и ранние годы
Родился 9 (21) января 1882 года в местечке Евлах Елизаветпольской губернии. Отец Александр Иванович Флоренский (30.9.1850 — 22.1.1908) — русский, происходил из духовного звания; образованный культурный человек, утративший связи с церковью, с религиозной жизнью. Работал инженером на строительстве Закавказской железной дороги. Мать — Ольга (Саломэ) Павловна Сапарова (Сапарьян; 25.3.1859—1951) принадлежала к культурной семье, происходившей из древнего рода карабахских армян. Бабушка была из рода Паатовых (Пааташвили) в городе Сигнахи. Семья Флоренских, как и их армянские родственники, имели поместья в Елизаветпольской губернии. Был старшим из семерых детей. После него родились Юлия (1884—1947) — врач (психиатр-логопед), Елизавета (1886—1967) — в замужестве Кониева (Кониашвили), Александр (1888—1938) — геолог, археолог и этнограф, Ольга (1892—1914) — художница-миниатюристка, Раиса (1894—1932) — художница, участница объединения «Маковец», и Андрей (1899—1961) — конструктор вооружения, лауреат Сталинской премии.
В 1899 году окончил 2-ю Тифлисскую гимназию и поступил на физико-математический факультет Московского университета. В университете познакомился с Андреем Белым, а через него с Валерием Брюсовым, Константином Бальмонтом, Дмитрием Мережковским, Зинаидой Гиппиус, Александром Блоком. Печатался в журналах «Новый путь» и «Весы». В студенческие годы увлёкся учением Владимира Соловьёва и архимандрита Серапиона (Машкина). Университет окончил в 1904 году с дипломом 1-й степени. Своё пребывание в университете Флоренский подытожил так: «Университет дал очень много мне и в смысле научном и, пожалуй, в нравственном, потому я там встретил некоторых лиц, с которыми схожусь в некоторых убеждениях, по крайней мере в положительном отношении к Церкви» (из письма матери от 3.3.1904).

### Духовный выбор
По благословению епископа Антония (Флоренсова) в 1904 году поступил в Московскую духовную академию), где у него возник замысел сочинения «Столп и утверждение истины», которое он завершил к концу обучения в 1908 году; был удостоен за эту работу Макариевской премии). По окончании академии в 1908 году кандидатом богословия читал лекции по курсу истории философии в академии, а также преподавал математику в Сергиево-Посадской женской гимназии.
В 1911 году принял священнический сан и защитил магистерскую диссертацию «О духовной истине». Был назначен экстраординарным профессором Московской духовной академии по кафедре истории философии. Одновременно до 1917 года был редактором академического журнала «Богословский вестник».
В 1912—1921 годах служил в церкви убежища сестёр милосердия Красного Креста в Сергиевом Посаде, после её закрытия находился за штатом.

### Антисемитская позиция в связи с «делом Бейлиса»
Флоренский был заинтересован «делом Бейлиса» — фальсифицированным обвинением еврея в ритуальном убийстве христианского мальчика. Он публиковал анонимные статьи, будучи убеждённым в истинности обвинения и действительности употребления евреями крови христианских младенцев. Взгляды Флоренского при этом эволюционировали от христианского антииудаизма до расового антисемитизма. По его мнению, «даже ничтожной капли еврейской крови» достаточно, чтобы вызвать «типично еврейские» телесные и душевные черты у целых последующих поколений. «В то время как духовная элита России, либеральная общественность, а также православные христиане возмущенно и с отвращением реагировали на процесс, проводимый антисемитами на основе фальсификаций (он опирался на тёмную ложь, провоцировал насилие и был позором России), — причем никто из православных богословов не был готов защищать перед судом тезис относительно ритуальных убийств, — Флоренский, мобилизовав всю свою учёность, искал „аргументы“, подтверждающие обвинение в кровопролитии, — отмечал немецкий историк Михаэль Хагемейстер. — Флоренский откровенно сознавался, что вина или невиновность подсудимого Бейлиса его нисколько не интересует, тем более что „прохвосты со всего мира“ пытаются запутать ситуацию; гораздо важнее то, что к еврейству в целом пристало „общее подозрение в ритуальных убийствах как одном из проявлений мистического влечения к крови“, и таковым оно остается „вопреки крикам всей еврейской прессы“».

### Революционные годы
События революции 1917 года воспринял как живой апокалипсис и в этом смысле метафизически приветствовал, но философски и политически всё более склонялся к теократическому монархизму. Сблизился с Василием Розановым и стал его духовником, требуя отречения от всех еретических трудов.
В 1918—1920-х годах участвовал в работе Комиссии по охране памятников искусства и старины Троице-Сергиевой лавры, являясь её учёным секретарём; составил опись икон и древних панагий. Пытался убедить власти, что Троице-Сергиева лавра — величайшая духовная ценность и не может сохраниться как «мёртвый музей». Идея создания «живого…музея» была сформулирована Флоренским в статье «Троице-Сергиева Лавра и Россия». На Флоренского поступали доносы, в которых его обвиняли в создании монархического кружка.

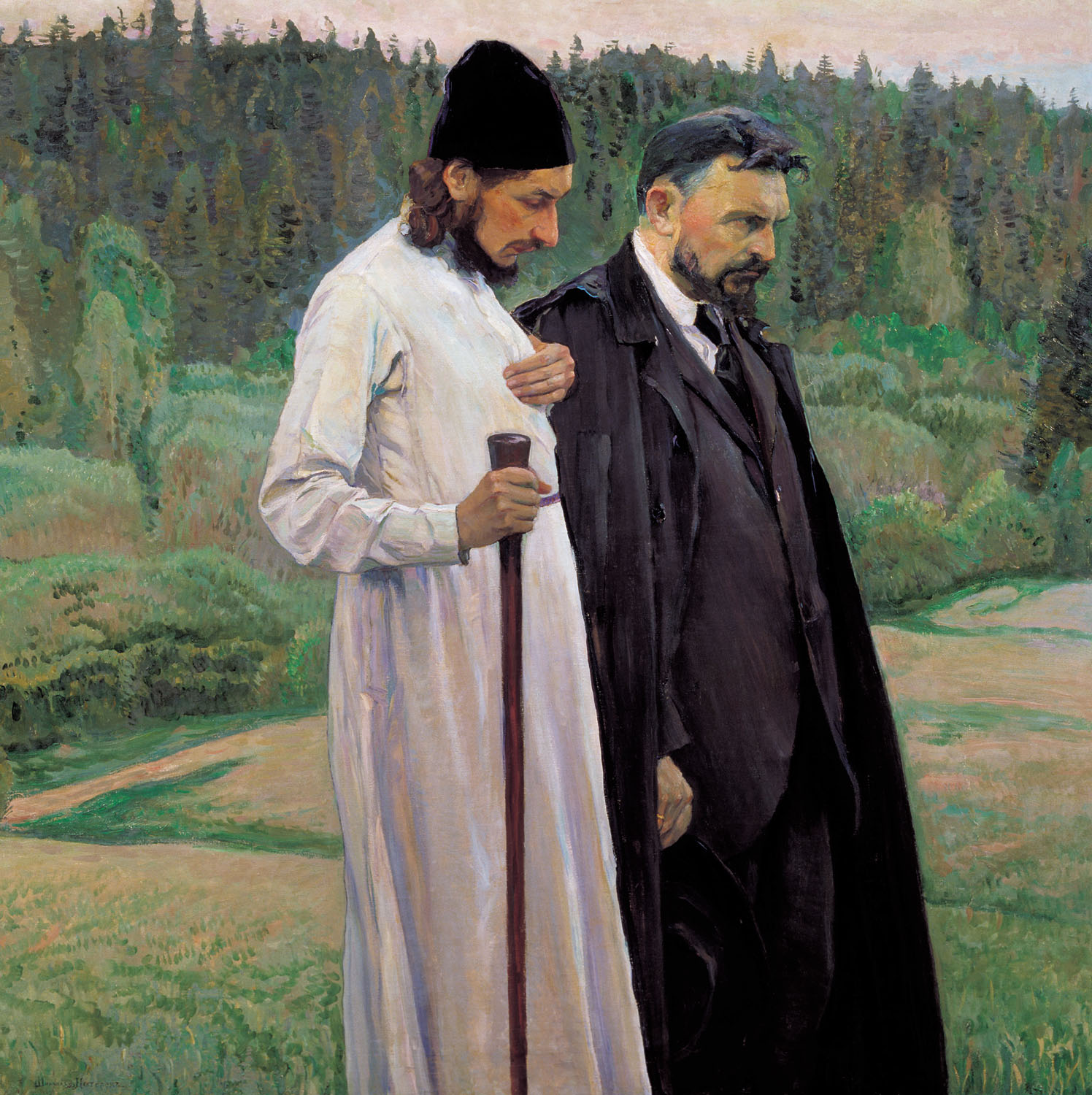
Павел Флоренский и Сергей Булгаков. Михаил Нестеров. Масло. 1917

С 1916 по 1925 год Павел Флоренский написал ряд религиозно-философских работ, включая «Очерки философии культа» (1918), «Иконостас» (1922), работал над воспоминаниями. В 1919 году он написал статью «Обратная перспектива», посвящённую осмыслению феномена данного приёма организации пространства на плоскости как «творческого импульса» при рассмотрении иконописного канона в ретроспективном историческом сопоставлении с образцами мирового искусства, наделёнными свойствами таковой; в числе прочих факторов, прежде всего, указывал на закономерность периодического возврата к применению художником обратной перспективы и отказа от неё сообразно духу времени, историческим обстоятельствам и его мировоззрению и «жизнечувствию».

### Преподавательская деятельность и инженерные работы
В 1921 году по рекомендации Владимира Фаворского Флоренский был приглашён на должность профессора во ВХУТЕМАС, где преподавал до 1927 года. С 1919 года работал в области техники; сначала на заводе «Карболит» в Орехово-Зуеве; затем — в системе Главэнерго в отделе материаловедения, принимая участие в ГОЭЛРО — занимался вопросами электрических полей и диэлектриков: подготовил монографию «Диэлектрики и их техническое применение. Ч. 1: Общие свойства диэлектриков» (М., 1924); в журнале «Электричество» опубликовал статьи «Экспериментальное исследование электрических полей» (1923. — № 7) и «О формулировке законов электромагнетизма» (1923. — № 11). Получил 12 авторских свидетельств на изобретения в области химии.
В 1922 году он издал за свой счёт книгу «Мнимости в геометрии», в которой пытался подтвердить геоцентрическую картину мира, в которой Солнце и планеты обращаются вокруг Земли, и опровергнуть гелиоцентрические представления об устройстве Солнечной системы, утвердившиеся в науке со времён Коперника. В этой книге Флоренский доказывал также существование «границы между Землёй и Небом», располагавшейся между орбитами Урана и Нептуна.
В 1927 году Флоренский стал одним из редакторов «Технической энциклопедии», где опубликовал около 150 статей.

### Последние годы. Арест и расстрел
Летом 1928 года был выслан в Нижний Новгород, где работал в Нижегородской радиолаборатории. В том же году по хлопотам Екатерины Пешковой его вернули из ссылки и предоставили возможность эмигрировать в Прагу, однако Флоренский решил остаться в СССР. В начале 1930-х годов в отношении Флоренского в советской прессе публикуются статьи критического характера.

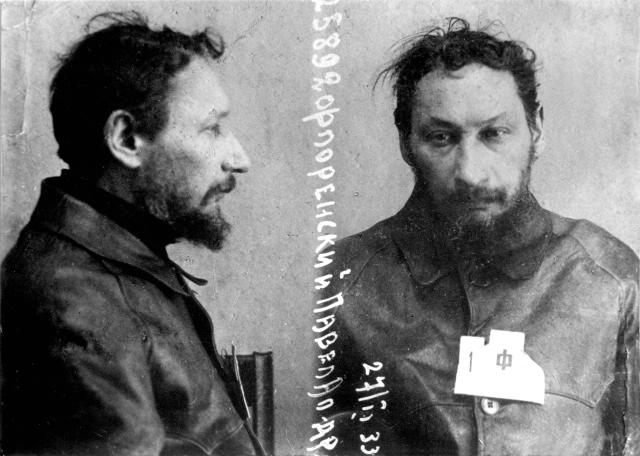
Фотография из следственного дела П. А. Флоренского

26 февраля 1933 года последовал арест и через пять месяцев, 26 июля, — осуждение на 10 лет заключения. Выслан по этапу в восточно-сибирский лагерь «Свободный», куда прибыл 1 декабря 1933 года. Флоренского определили работать в научно-исследовательском отделе управления БАМЛАГа.
Находясь в заключении, Флоренский по предложению следствия написал записку «Предполагаемое государственное устройство в будущем». Наилучшим государственным устройством он полагал диктатуру: «Никакие парламенты, учредительные собрания, совещания не могут вывести человечество из тупиков и болот, потому что тут речь идет не о выяснении того, что уже есть, а о прозрении в то, чего еще нет. Требуется лицо, обладающее интуицией будущей культуры, лицо пророческого [склада]. Это лицо, на основании интуиции, пусть и смутной, должно ковать общество». Известные диктаторы того времени, такие как Гитлер и Муссолини, по мнению Флоренского, появляются как «суррогат такого лица… подлинного творчества в этих лицах все же нет». Авторство Флоренского большинство исследователей (Цыпин В. А., Великанов П. И., Андрюшков А. А. и др.) ставят под сомнение, обращая внимание на «своеобразие вынужденного, заказного происхождения» документа. Магистр истории, священник Дмитрий Гусев считает авторство Флоренского («понимаемое как сознательное, позиционное») бесспорным, однако уточняет, что «игнорировать наличие „другого“ автора, стоящего за текстом, нельзя».
10 февраля 1934 года Флоренский был направлен в Сковородино (Рухлово) на опытную мерзлотную станцию. Здесь Флоренский проводил исследования, которые впоследствии легли в основу книги его сотрудников Н. И. Быкова и П. Н. Каптерева «Вечная мерзлота и строительство на ней» (1940).

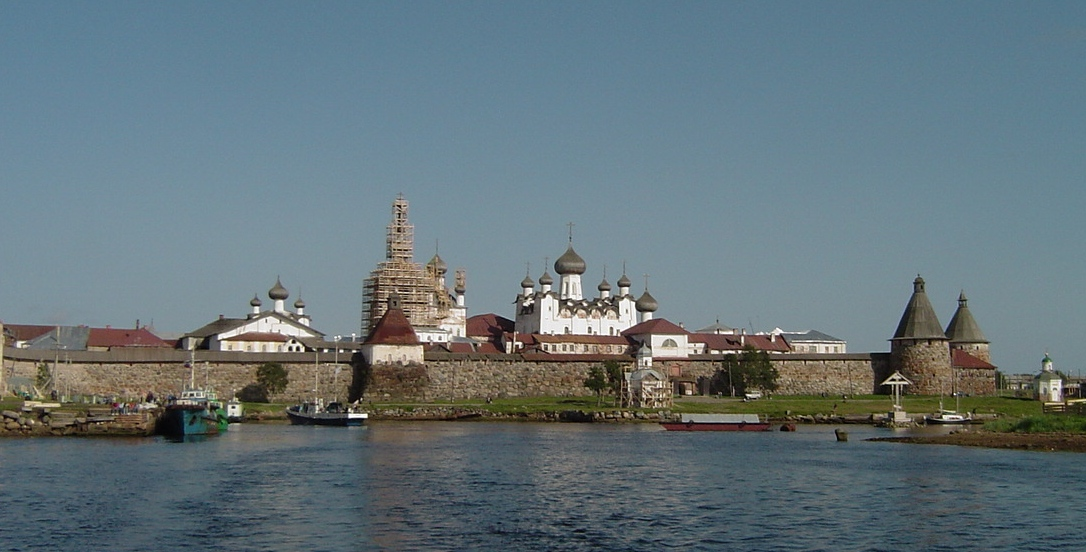
Соловки

17 августа 1934 года Флоренский был помещён в изолятор лагеря «Свободный», а 1 сентября 1934 года отправлен со спецконвоем на Соловки, в одно из лагерных отделений БелБалтЛага.
15 ноября 1934 года он начал работать на Соловецком лагерном заводе йодной промышленности, где занимался проблемой добычи йода и агар-агара из морских водорослей и запатентовал 4 научных разработки
25 ноября 1937 года особой тройкой НКВД Ленинградской области он был приговорён к высшей мере наказания и расстрелян.
Возможно, похоронен в общей могиле расстрелянных НКВД под Ленинградом («Левашовская пустошь»). А. Я. Разумов приводит другое вероятное место — до сих пор не обнаруженный расстрельный могильник Лодейнопольского лагеря.
Сообщённая родственникам официальная дата кончины — 15 декабря 1943 года — вымышлена.
Реабилитирован 5 мая 1958 года (по приговору 1933 г.) и 5 марта 1959 года (по приговору 1937 г.)

## «Столп и утверждение истины»
Эта магистерская диссертация доцента Московской Духовной Академии Павла Флоренского — теодицея (фр. théodicée от греч. θεός и δίκη — Бог и справедливость), что предполагает выражение концепции, подразумевающей лейтмотивом — снятие противоречия между существованием «мирового зла» и доминантой идеи благой и разумной божественной воли, управляющей миром. Название взято из Первого послания к Тимофею (3:15). Работа эта, своеобразный пример обновления по всем особенностям стиля изложения, представлена и нетрадиционной для богословского жанра эстетикой.
Первые публикации книги были осуществлены в 1908 и в 1912 годах; а впоследствии — защищённая диссертация в 1914 году была издана в дополненном виде (издательство «Путь»; в основном дополнения касаются существенно расширенных комментариев и приложений). Труд одобрен церковно-учебной администрацией. С того момента как произведение увидело свет, оно сразу было воспринято как значительное литературно-духовное явление, и вызвало многочисленные отклики и полемику — восторженное признание и в достаточной мере жёсткую критику.
Общий эпиграф книги (на титульном листе):
γνώσις αγάπη γίνεται — «познание порождается любовью»Св. Григорий Нисский. О душе и воскресении 
«Столп», в общих своих тенденциях, обладает характерными признаками, свойственными течениям философской и общественной мысли России конца XIX — начала XX века, которые принято с некоторых пор интегрально именовать «философией всеединства». Поражает, прежде всего, насыщение источниками, привлечёнными автором к рассмотрению и аргументации тех или иных тезисов — начиная с санскритских и древнееврейских, патристики, и, кончая новейшими по тому времени трудами — от Дж. Ланге, А. Бергсона и З. Фрейда до Н. В. Бугаева, П. Д. Успенского и Е. Н. Трубецкого. В книге, на фоне общей, «заданной», тематики, анализу подвергнуты проблемы, касающиеся вопросов — от физиологии до цветовой символики (от античного хроматизма до гаммы иконописного канона), от антропологии и психологии до богословских догматов.
В немалой степени, вопреки указанному одобрению клира, критике со стороны ортодоксии (по определению) книга была подвергнута именно за эклектизм и привлечение источников, по своей сути чуждых схоластике доказательного богословия, за излишнюю «рассудочность» и умонастроения, близкие чуть ли не к «монофизитству». И напротив, философы бердяевского крыла упрекают автора в «стилизации православия». А уже почти через четверть века мы встречаем такую характеристику, исходящую от эмигранта, православного богослова:
Книга западника, мечтательно и эстетически спасающегося на Востоке. Романтический трагизм западной культуры Флоренскому ближе и понятнее, нежели проблематика православного предания. И очень характерно, что в своей работе он точно отступал назад, за христианство, в платонизм и древние религии, или уходил вкось, в учения оккультизма и магию… И сам он предполагал на соискание степени магистра богословия представить перевод Ямвлиха с примечаниями.Прот. Георгий Флоровский 
Один из основоположников интуитивизма отмечает, что присланная в 1913-м отцом Павлом книга способствовала его постепенному возвращению в лоно церкви, и к 1918 году он уверовал; ещё через 33 года он напишет:
Флоренский проводит грань между иррационалистическим интуитивизмом и русским интуитивизмом, который придаёт большую ценность рациональному и систематическому аспекту мира. Истину нельзя познать ни посредством слепой интуиции, при помощи которой познаются разрозненные эмпирические факты, ни посредством дискурсивного мышления — стремления к сведению частичного в целое путём сложения одного элемента с другим. истина становится доступной сознанию только благодаря рациональной интуиции, доводящей сочетание дискурсивной дифференциации ad infinitum  с интуитивной интеграцией до степени единства.Н. О. Лосский
Оформлению книги П. А. Флоренский придавал особое значение, пристальное внимание было уделено макету издания, гарнитурам и вёрстке, иллюстрациям и заставкам, предваряющим главы. Этот интерес П. А. Флоренского к типографике, и гравюре, книжной иллюстрации, наконец, к изобразительному искусству в целом, находит выражение и во многих других его произведениях, он скажется и на последующем совместном с В. А. Фаворским теоретическом и педагогическом творчестве во Вхутемасе.
Весной 1912 года, за два года до публикации труда, Павел Флоренский писал своему старшему другу В. А. Кожевникову (1852—1917), избранному в том же году Почётным членом Московской Духовной Академии:
Мой «Столп» до такой степени опротивел мне, что я часто думаю про себя: да не есть ли выпускание его в свет акт нахальства, ибо что же на самом-то деле понимаю я в духовной жизни? И быть может, с духовной точки зрения он весь окажется гнилым.

## «У водоразделов мысли»
Вполне обоснованное разъяснение диалектики творчества священника Павла Флоренского даёт игумен Андроник (Трубачёв), который отмечает, что дух теодицеи к этому времени внутренне уже был чужд отцу Павлу — «Столп…», ещё не будучи опубликованным, стал пройденным этапом — и неслучайно в поле духовного зрения философа первоначально был неоплатоник Ямвлих, перевод и комментарии которого предполагались в качестве магистерской диссертации. «Таинства брака (1910) и священства (1911) явились теми семенами, из которых творчество отца Павла смогло расти в новом направлении — антроподицеи».

## Предание семьи Флоренских о сохранении главы преподобного Сергия
Отец Павел через Успенские ворота прошёл в Лавру и направился в келью наместника. О чём говорил они с архимандритом Кронидом, знает только Господь. Лишь стены древней обители были свидетелями тайной вечери, на которую сошлись члены Комиссии по охране памятников искусства и старины Троице-Сергиевой Лавры П. А. Флоренский, Ю. А. Олсуфьев, а также, вероятно, граф В. А. Комаровский и ставшие впоследствии священниками С. П. Мансуров и М. В. Шик. Они тайно вошли в Троицкий собор и сотворили молитву у раки с мощами Сергия Радонежского. Затем вскрыли раку и изъяли честную главу Преподобного, а на её место положили главу погребённого в Лавре князя Трубецкого. Главу Преподобного схоронили в ризнице и покинули Лавру, дав обет молчания, не нарушимый ими во всех тяготах их земного бытия. Только в наши дни по крупицам, по разрозненным воспоминаниям удалось воссоздать картину событий восьмидесятилетней давности.<…>
В начале 30-х годов накатилась новая волна арестов, в 1933 году был арестован П. А. Флоренский. В посадскую тайну посвятили Павла Александровича Голубцова, ставшего позже архиепископом Новгородским и Старорусским. Голубцов тайно перенёс ковчег и схоронил его в окрестностях Николо-Угрешского монастыря недалеко от Люберец. Вскоре П. А. Голубцов также был арестован, а из заключения попал на фронт. После демобилизации он перенёс дубовый ковчег в дом племянницы Олсуфьева Е. П. Васильчиковой. Незадолго до кончины Екатерина Павловна рассказала о том, что ей известно о тех событиях.
Екатерина Васильчикова также проходила по сергиево-посадскому делу.
Чудом, с помощью Е. П. Пешковой Кате Васильчиковой удалось избежать лагерей. С трепетом говорила Екатерина Павловна о том, как хранила ковчег, поставив на него для конспирации цветочный горшок. Словно тепло какое шло от того места, вспоминала она. Домашний цветок семейства лилейных жил на окне квартиры Васильчиковых в высотке на Красной Пресне. Цветок подсыхал и умер вслед за своей хозяйкой несколько лет назад.
На Пасху, 21 апреля 1946 года Лавра была вновь открыта, а глава Преподобного втайне заняла своё прежнее место в гробе Преподобного. Мощи Преподобного были возвращены Церкви. Возвращён был и Успенский собор Троице-Сергиевой Лавры. Троицкий же собор оставался в ведении музея. Там же оставалась и серебряная рака для мощей с сенью, возведённая в царствование императрицы Анны Иоанновны. Раку передали Церкви после того, как кто-то из заезжих чужеземцев выразил недоумение о том, что рака и мощи находятся в разных соборах. Троицкий собор вернули Церкви позже. И только тогда мощи Преподобного заняли своё место.
Вот эту-то тайну и хранил все годы заключения и лагерей священник Павел Флоренский. В этой тайной его жизни не было места страху, унынию, отчаянию. Из этой жизни он мог общаться с близкими тем способом, которым продолжает это делать сейчас — через молитву и Господне посредничество. «Я принимал … удары за вас, так хотел и так просил Высшую Волю», — писал о. Павел жене и детям (18 марта 1934). Но он нёс страдания и за сохранение Тайны. Он оберегал одну из немногих неосквернённых святынь России. Быть может, в этом и состояло церковное служение, возложенное на него в главном месте и в главный момент его земного пути.

Сохранилась записка «Вопросы священника отца П. Флоренского относительно мощей Преподобного Сергия». Записка написана почерком Ю. А. Олсуфьева и не датирована, но из самих вопросов явно, что они составлены после вскрытия мощей 11 апреля 1919 года. Весьма вероятно, что цель некоторых вопросов — подготовиться к замене главы Преподобного Сергия.
Из воспоминаний архиепископа Сергия (Голубцова): «Голову Трубецкого похоронили у алтаря Духовского храма, совершив по нему панихиду». Здесь же о. Сергий завещал похоронить и себя.

## Цитаты
Я научился благодушию, когда твёрдо узнал, что жизнь и каждого из нас, и народов, и человечества ведётся Благою Волею, так что не следует беспокоиться ни о чём, помимо задач сегодняшнего дня.
Идея общежития, как совместного жития в полной любви, единомыслии и экономическом единстве,— назовется ли она по-гречески киновией или по-латыни — коммунизмом, всегда столь близкая русской душе и сияющая в ней, как вожделеннейшая заповедь жизни,— была водружена и воплощена в Троице-Сергиевской Лавре Преподобным Сергием.

## Отзывы
Василий Розанов назвал Флоренского «Паскалем нашего времени».
Николай Бердяев: «В Флоренском меня поражало моральное равнодушие, замена этических оценок оценками эстетическими. Флоренский был утонченный реакционер».
Сергей Фудель писал о значении Флоренского для людей, что оно «может быть сведено к властному направлению нашего сознания в реальность духовной жизни, в действительность общения с божественным миром».

## Разногласия

### «Мнимости в геометрии»
Ссылаясь на «Божественную комедию» Данте, Флоренский выступает против гелиоцентрической системы Коперника. Интерпретирует опыт Майкельсона — Морли как доказательство неподвижности Земли. Объявляет «пресловутый опыт Фуко» принципиально бездоказательным. Комментируя специальную теорию относительности Эйнштейна, Флоренский утверждает, что за пределом скорости света начинается нефизический «тот свет». Этот потусторонний мир мнимых величин даёт описание высшей вечной реальности. Исходя из геоцентрической системы, Флоренский рассчитывает расстояние до этого мира как расстояние, при котором тело, обращающееся вокруг Земли за один день, будет двигаться со скоростью света. Интерес к космологической модели древности является одной из характерных особенностей современной Флоренскому исторической науки, большое внимание уделявшей морфологии пространства-времени первобытных культур, Античности и Средних веков.

### Антисемитизм
В 1913 году в Киеве суд рассматривал обвинение еврея Менахема Бейлиса в ритуальном убийстве 12-летнего ученика Киево-Софийского духовного училища Андрея Ющинского. Не сомневаясь в существовании практики ритуальных убийств у евреев, Флоренский направил Василию Розанову для анонимной публикации статьи «Проф. Д. А. Хвольсон о ритуальных убийствах» и «Иудеи и судьба христиан». Розанов включил обе статьи в книгу «Обонятельное и осязательное отношение евреев к крови» в виде приложения. Ученик Флоренского Алексей Лосев утверждал в рукописи, изъятой цензурой из «Диалектики мифа», что по замыслу Божию в итоге евреи «спасутся все», хотя и рассматривал иудаизм как религию пустоты — материализм.

## Личная жизнь

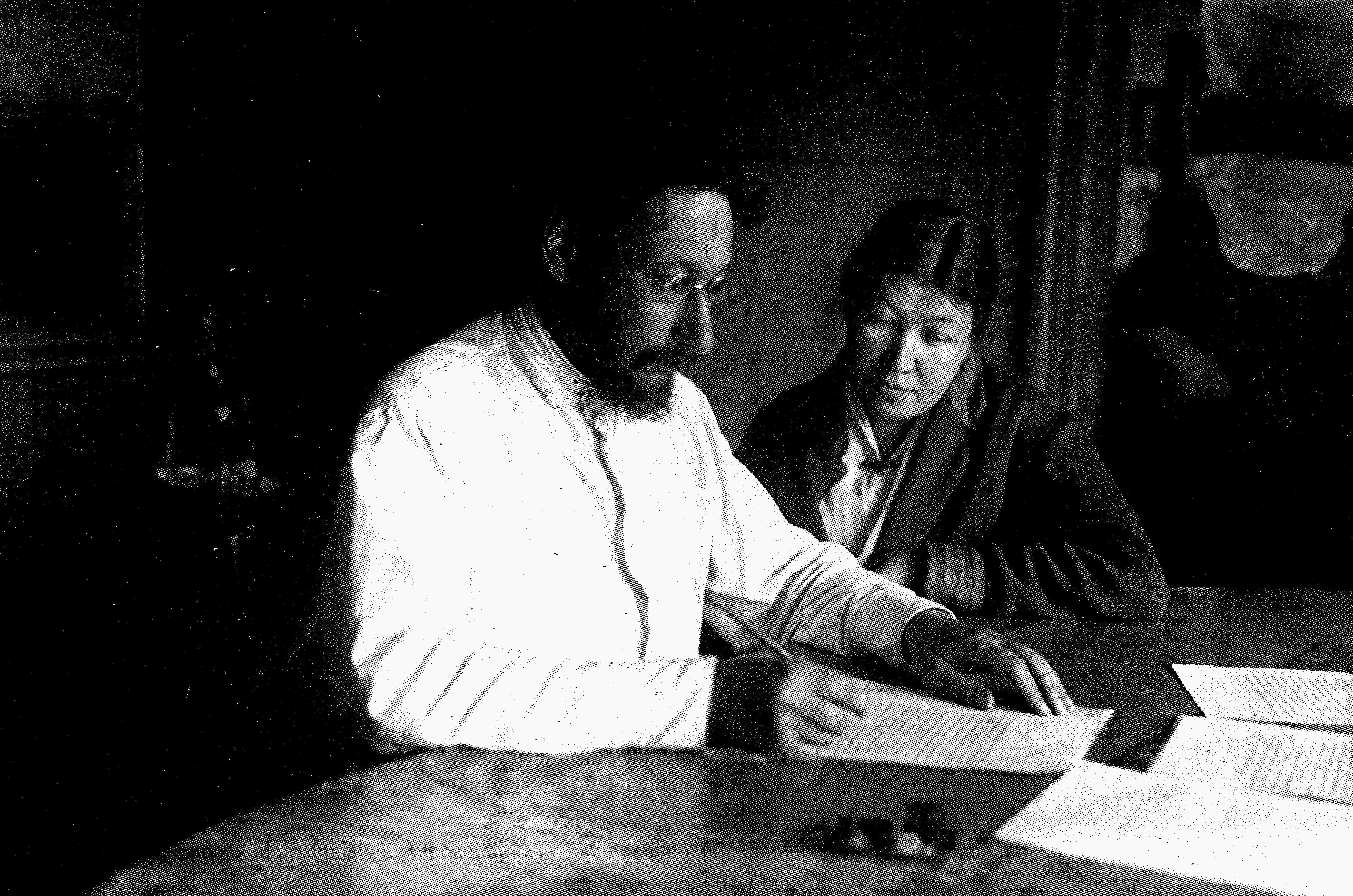
Павел Александрович и Анна Михайловна Флоренские (1932)

Согласно ряду исследователей, таких как Игорь Кон, Киттридж Черри и Евгений Берштейн, Павел Флоренский был гомосексуалом. Свои представление об однополых отношениях он анонимно изложил в 1913 году во втором издании книги Василия Розанова «Люди лунного света». Позднее в своей книге «Столп и утверждение истины» он развил философию мужской дружбы, в которой Николай Бердяев увидел «счёты с собой, бегство от себя, боязнь себя» и укорил автора в «оправославливании» античных нравов.
В 1910 году женился на Анне Михайловне Гиацинтовой (1889—1973). У них было пятеро детей: Василий, Кирилл, Михаил, Ольга, Мария.

### Внуки
- Павел Васильевич Флоренский (род. 1936), профессор Российского государственного университета нефти и газа, академик Международной славянской академии наук, искусств и культуры, академик общественной организации «Российская академия естественных наук», член Союза писателей России[52], руководитель экспертной группы по чудесам при Синодальной богословской комиссии РПЦ[53].
- Игумен Андроник (Трубачёв) (1952—2021) — директор Центра изучения, охраны и реставрации наследия священника Павла Флоренского, директор музея священника Павла Флоренского в Сергиевом Посаде, основатель и директор Музея священника Павла Флоренского в Москве.

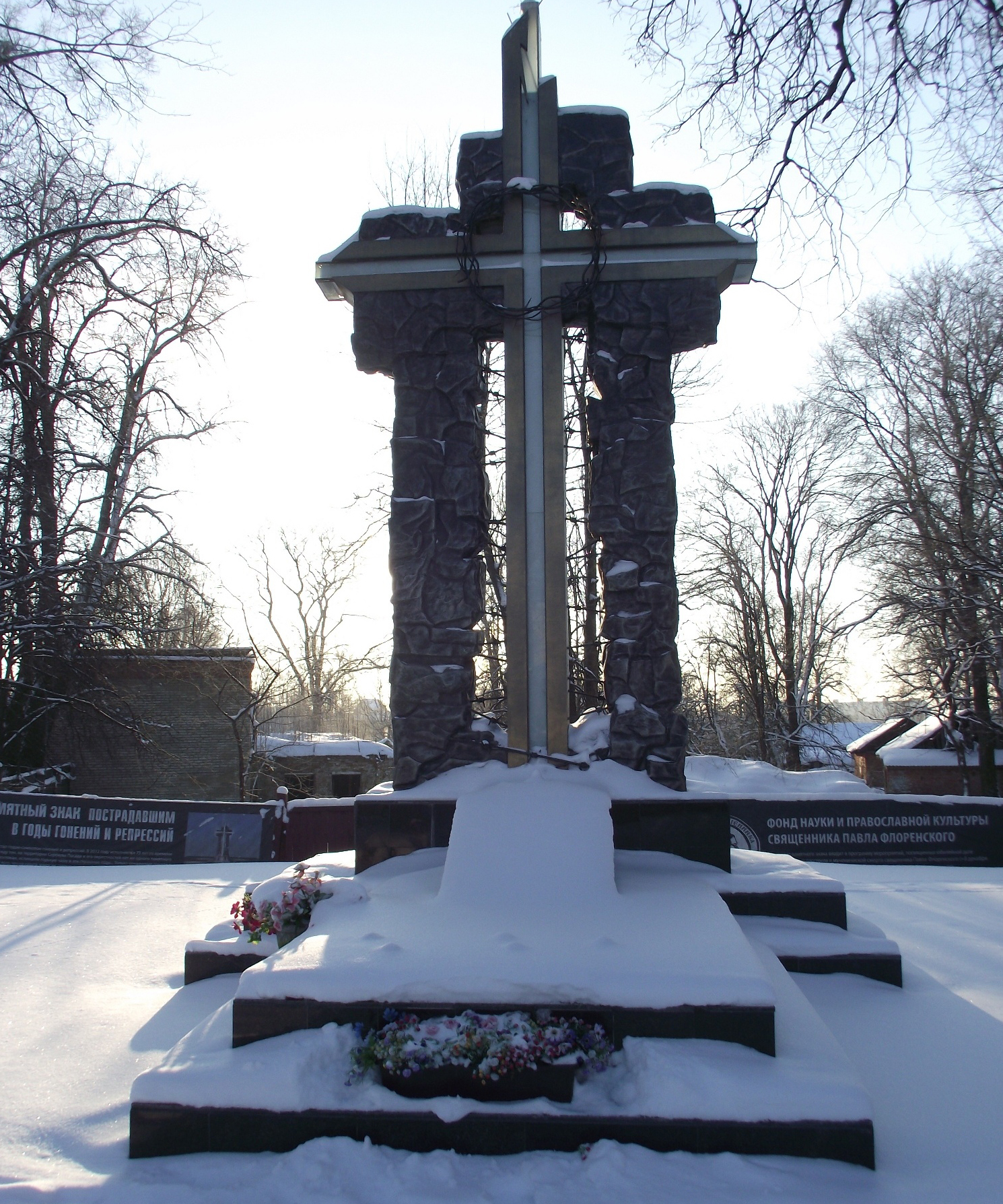
«Пострадавшим за Христа в годы гонений и репрессий»

## Память
В 2011 году создан Фонд науки и православной культуры священника Павла Флоренского.
В 2004 году в селе Завражье был открыт историко-культурный музей, один из залов которого посвящён Павлу Флоренскому.
В 1998 году открыт музей священника Павла Флоренского в Москве.
В 2017 году был открыт Культурный центр Павла Флоренского в Сергиевом Посаде.
В 2022 году в городе Костроме на Аллее признания открыта мемориальная доска в память о русском православном священнике, богослове, религиозном философе, учёном, поэте Павле Флоренском, чьи предки — выходцы из церковнослужителей, иконописцев костромского села Завражья

### Памятник
5 декабря 2012 года в Сергиевом Посаде открыт памятный знак «Пострадавшим за веру во Христа в годы гонений и репрессий XX века», установленный Фондом Павла Флоренского. Открытие знака было приурочено к 75-летию со дня расстрела и мученической смерти Павла Флоренского. Автор проекта — Мария Тихонова.
В 2022 году на территории Историко-культурного музея в селе Завражье Костромской области состоялось открытие памятников русскому философу, богослову и священнослужителю Русской Православной Церкви Павлу Флоренскому, а также кинорежиссёру Андрею Тарковскому.

### Улицы
Именем Флоренского названы улицы в Калининграде и в посёлке Соловецком (на Большом Соловецком острове).

### Прочее
1 сентября 1993 года в честь Павла Флоренского и его сына Кирилла назван астероид 3518 Florena, открытый в 1977 году советским астрономом Н. С. Черных.

## Вопрос канонизации
На вопрос, почему отец Павел Флоренский не канонизирован Церковью, игумен Андроник (Трубачёв) отвечал так:
В настоящее время позиция Комиссии по канонизации, которая поддерживается Священным Синодом, заключается в том, что человек, который признал себя виновным в несуществующих преступлениях, является лжесвидетелем. То есть, то, что он признал себя главой несуществующей политической партии, и является его лжесвидетельством против самого себя. С этой позицией не согласно огромное количество людей. Люди, прошедшие через лагеря и пытки, говорят, что это неправильно, что акты следователей и следственные дела не могут быть решающим аргументом в деле канонизации. Кроме того, отказ Флоренского выйти из лагеря — это пример христианского подвига.

Значение канонизации отца Павла было бы очень велико: священник, философ и учёный стал мучеником. Конечно, на Небесах пред Богом святые святы без канонизации. Но если говорить с точки зрения педагогики, то мы канонизуем тех людей, которые подают пример для нашей жизни и творчества. Много ли у нас святых, когда мы можем рассказать и об их семьях? Среди канонизированных основная масса — это монахи. Пример отца Павла важен тем, что убеждает: наука и религия, знание и вера не взаимоисключают, а дополняют друг друга.

## Фильмография
- «Прозрение, сон о Флоренском, или Мнимости в геометрии». Центрнаучфильм, 1990. Режиссёр Михаил Рыбаков. Автор сценария Константин Кедров. Консультанты протоиерей Александр Мень, игумен Андроник (Трубачёв).
- «Павел Флоренский. Русский Леонардо» (д/ф к 125-летию со дня рождения). Телекомпания «Цивилизация», Москва, 2007. Режиссёр Олег Бараев. Автор сценария Светлана Сухарева.
- «Русский Леонардо». Санкт-Петербург, 2008. Режиссёр, автор сценария Т. Краснов. Исполнители ролей — Т. Краснов, Ричард Стэнс. Оператор Юлия Балина.

## Публикации

### Книги
- Антоний Романа и Антоний Предания. — Сергиев Посад 1907
- Радость навеки. Молитва Симеона Новаго Богослова к Духу Святому. — Сергиев Посад, 1907
- Начальник жизни. — Сергиев Посад, 1907
- Космологические антиномии Канта. — Сергиев Посад, 1909
- Общечеловеческие корни идеализма . — Сергиев Посад, 1909
- «Столп и утверждение истины. (Опыт православной теодиции в двенадцати письмах)». — М.: «Путь», 1914
- Не восхищение непщева (К суждению о мистике).— Сергиев Посад, 1916
- Около Хомякова. Критические заметки.— Сергиев Посад, 1916
- Приведение чисел.(К математическому обоснованию числовой символики). Сергиев Посад,1916
- Мнимости в геометрии. Москва: «Поморье», 1922; то же — Москва: «Лазурь», 1991
- Диэлектрики и их техническое применение. Москва, 1924
- Предполагаемое государственное устройство в будущем. 1933, первое издание 1990[17][59].
- Детям моим. Воспоминания прошлых дней. Завещание. М.: «Московский рабочий», 1992
- Иконостас. Избранные труды по искусству. СПб.: «Мифрил», 1993; то же, 2005; то же, 2006
- Оправдание космоса. СПб. РГХИ, 1994
- «Имена», Кострома: «Купина»,1993;Харьков: «Паритет», 1994; то же, Новосибирск: «Литер», 1995
- Оро. Лирическая поэма. Москва, 1998
- Столп и утверждение Истины. У водоразделов истины. М.:"Правда",1990; то же,2005; то же, 2012
- Собрание сочинений в 7 книгах. Москва: Мысль, 1994—2004
- Из истории античной философии. М.:"Гуманитарий", 2007; то же, «Академический проект», 2015
- «У водоразделов мысли» Москва: АСТ, 2009; то же, «Академический проект», 2013
- Философия культа. М.: «Академический проект», 2014
- Мнимости в геометрии на сайте Руниверс в форматах DjVu и PDF, Мнимости в геометрии, § 9
- Анализ пространственности <и времени> в художественно-изобразительных произведениях
- Обратная перспектива // Флоренский П. А., священник. Соч в 4-х тт. — Т.3(1). — М.: Мысль, 1999. — С.46-98. Мнимости в геометрии. — М.: Лазурь, 1991. (§ 9; с. 44-51)

### Статьи
- Икона // Вестник Русского Западно-Европейского Патриаршего Экзархата. М., 1968. — № 65. — С. 39-64.
- Дух и плоть // Журнал Московской Патриархии. 1969. — № 4. — С. 72-77. Ключевые слова: богословие
- Моленные иконы Преподобного Сергия // Журнал Московской Патриархии. 1969. — № 9. — С. 80-90.
- Иконостас // Богословские труды. М., 1972. — № 9. — С. 83-148.
- "Экклезиологические материалы (Понятие Церкви в Священном Писании) [Догматико-экзегетические материалы к вопросу о Церкви] [библ. 69] // Богословские труды. М., 1974. — № 12. — С. 78-183.
- Словесное служение (молитва) // Журнал Московской Патриархии. 1977. — № 4. — С. 63-75.
- Дедукция семи таинств (из богословского наследия) // Богословские труды. М., 1977. — № 17. — С. 143—147.
- Культ и философия (из богословского наследия) // Богословские труды. М., 1977. — № 17. — С. 119—135.
- Культ, религия и культура (из богословского наследия) // Богословские труды. М., 1977. — № 17. — С. 101—119.
- Освящение реальности (из богословского наследия) // Богословские труды. М., 1977. — № 17. — С. 147—156.
- Свидетели (из богословского наследия) // Богословские труды. М., 1977. — № 17. — С. 156—172.
- Словесное служение. Молитва (из богословского наследия) // Богословские труды. М., 1977. — № 17. — С. 172—195.
- Страх Божий (из богословского наследия) // Богословские труды. М., 1977. — № 17. — С. 87-101.
- Таинства и обряды (из богословского наследия) // Богословские труды. М., 1977. — № 17. — С. 135—142.
- Философия культа (из богословского наследия) // Богословские труды. М., 1977. — № 17. — С. 195—248.
- Земной путь Богоматери (слово на день Успения Девы Марии Богородицы) // Богословские труды. М., 1982. — № 23. — С. 312—316.
- Начальник жизни // Богословские труды. М., 1982. — № 23. — С. 310—312.
- Радость навеки [на «Херувимскую»] // Богословские труды. М., 1982. — № 23. — С. 317—320.
- Христианство и культура // Журнал Московской Патриархии. 1983. — № 4. — С. 53-57.
- Макрокосм и микрокосм [библ. 30] / примеч.: Андроник (Трубачев), иеромонах, Никитин В. А. // Богословские труды. М., 1983. — № 24. — С. 233—241.
- Храм Духа Святого // Журнал Московской Патриархии. 1986. — № 5. — С. 32-33.
- Эмпирея и Эмпирия (беседа) // Богословские труды. М., 1986. — № 27. — С. 298—322.
- In pace (Акафист) // Журнал Московской Патриархии. 1988. — № 1. — С. 79.
- Троице-Сергиева Лавра и Россия // Журнал Московской Патриархии. 1988. — № 2. — С. 67-71; № 3. — С. 61-69.
- Из поэмы «Белый камень» // Журнал Московской Патриархии. 1990. — № 8. — С. 79.
- Из письма архим. Давиду [Мухранову] (в ответ на письмо афонских имеславцев с Кавказа). Об имяславии и имени Божием // Путь Православия. М., 1994. — № 3. — С. 96-99.
- Письма [архиепископу Антонию (Храповицкому)] // Журнал Московской Патриархии. 1998. — № 6. — С. 79-80 (один из авторов).
- Св. Иаков, Брат Господень (характеристика «Послания» и личности) // Богословские труды. М., 2007. — № 41. — С. 427—448.

### Переписка
- «Св. Владимир». Переписка с Андреем Белым
- Переписка с Н. Кожевниковым
- Переписка с В. П. Свенцицким
- Соловецкие письма Павла Флоренского
- Нашедшие Град / сост., предисл., коммент. С. В. Чертков. История Христианского братства борьбы в письмах и документах. — М.: Кучково поле; Спасское дело, 2017. — 472 с. — ISBN 978-5-9950-0830-9 (ООО «Кучково поле»). — ISBN 978-5-9906510-2-9 (ООО «Спасское дело»).